# フィリプ・カサリツァ
フィリプ・カサリツァ（セルビア語: Филип Касалица, ラテン文字転写: Filip Kasalica、1988年12月17日 - ）は、モンテネグロとセルビアの元サッカー選手。ポジションはフォワード。
Kリーグ時代の登録名はカサ（ハングル: 카사）。

## 経歴
レッドスター・ベオグラード時代の2012年3月14日にセルビア・スーペルリーガ、FKスメデレヴォ1924戦においてデビューから73秒で初得点、これは2024年7月20日のFKイェディンストヴォ・ウブ戦でブルーノ・ドゥアルチが更新するまでクラブ最速初得点記録だった。